# Starý letní palác
Starý letní palác nebo Jüan-ming-jüan (čínsky: 圆明园) byl komplex paláců a zahrad v čínském Pekingu, v dnešním obvodu Chaj-tien. Letohrádek byl postavený v průběhu 18. a na počátku 19. století. Byl považovaný za vrcholné dílo čínské zahradní i klasické architektury, někdy přezdívané Versailles východu. Byl též naplněn četnými uměleckými a historickými poklady. Byl hlavní rezidencí císaře Čchien-lunga z dynastie Čching a jeho nástupců - Zakázané město bylo v té době používáno již jen pro formální obřady. Plocha paláce byla 3,5 kilometrů čtverečních. V roce 1860, během druhé opiové války, byli dva britští vyslanci, novinář pro The Times a malý doprovod britských a indických vojáků vysláni, aby se setkali s princem Caj-jüanem k jednání o příměří. Mezitím francouzská a britská vojska postoupila až k paláci. Když se objevily zprávy, že vyjednávací delegace byla uvězněna a mučena, britský vysoký komisař v Číně, James Bruce, 8. hrabě z Elginu, rozhodl o pomstě, jež spočívala v úplném zničení Starého letního paláce. To vykonaly 4000 britských vojáků, kteří po tři dny palác vypalovali. Mnoho nádherných uměleckých děl – sochy, porcelán, nefrity, hedvábné róby, propracované textilie, zlaté předměty a další – bylo uloupeno a nyní se nachází ve 47 muzeích po celém světě.